# Font Vella (Ulldemolins)
La Font Vella és una font d'Ulldemolins (Priorat) inclosa a l'Inventari del Patrimoni Arquitectònic de Catalunya.

## Descripció
Es tracta d'una font amb dos brolladors de pedra, un central i un altre lateral que surten d'una paret de carreus. El conjunt és protegit per una volta de mig punt, també de carreus.

## Història
La font és documentada des del segle xiv. Consta que fou reparada el 24 de juny del 1566, dictaminant el consell municipal amb anterioritat contra aquells que la malmetien i l'embrutaven. No deuria fornir massa quantitat d'aigua, ja que el segle xvi es construí una nova font per a la major provisió d'aigua al poble.
A finals de la dècada del 2010 es troba en estat d'abandó i força malmesa.